# Izvoru de Sus
Izvoru de Sus – wieś w Rumunii, w okręgu Ardżesz, w gminie Vedea. W 2011 roku liczyła 252 mieszkańców.